# Đồi mồi
Đồi mồi (danh pháp khoa học: Eretmochelys imbricata) là một loài rùa biển thuộc họ Vích (Cheloniidae). Đây là loài duy nhất còn tồn tại trong chi Eretmochelys. Loài này phân bố khắp thế giới, với hai phân loài Đại Tây Dương và Thái Bình Dương. Eretmochelys imbricata imbricata là phân loài Đại Tây Dương, còn Eretmochelys imbricata bissa được tìm thấy ở vùng Ấn Độ Dương - Thái Bình Dương.
Bề ngoài của đồi mồi cũng giống như các loài rùa biển khác. Cơ thể của chúng tương đối dẹp, có mai lớn để bảo vệ cơ thể, và các chi giống mái chèo, thích nghi với việc bơi trong đại dương. Có thể dễ dàng phân biệt loài rùa biển này với các loài rùa biển khác nhờ chiếc mỏ cong, sắc nhọn với tomium hiện ra rõ rệt, rìa mai của chúng có dạng cưa. Đồi mồi thay đổi màu sắc yếu tùy thuộc vào nhiệt độ của nước. Trong phần lớn cuộc đời, đồi mồi sinh sống chủ yếu ở đại dương. Chúng thường bị bắt gặp ở các đầm nước nông hoặc các rạn san hô. Việc con người săn bắt các quần thể đe dọa E. imbricata tuyệt chủng. Liên minh Bảo tồn Thiên nhiên Quốc tế xếp loại đồi mồi ở cấp cực kỳ nguy cấp. Công ước về thương mại quốc tế các loài động, thực vật hoang dã nguy cấp (CITES) cấm săn bắt và thương mại các sản phẩm từ đồi mồi dưới mọi mục đích.

## Phân loại

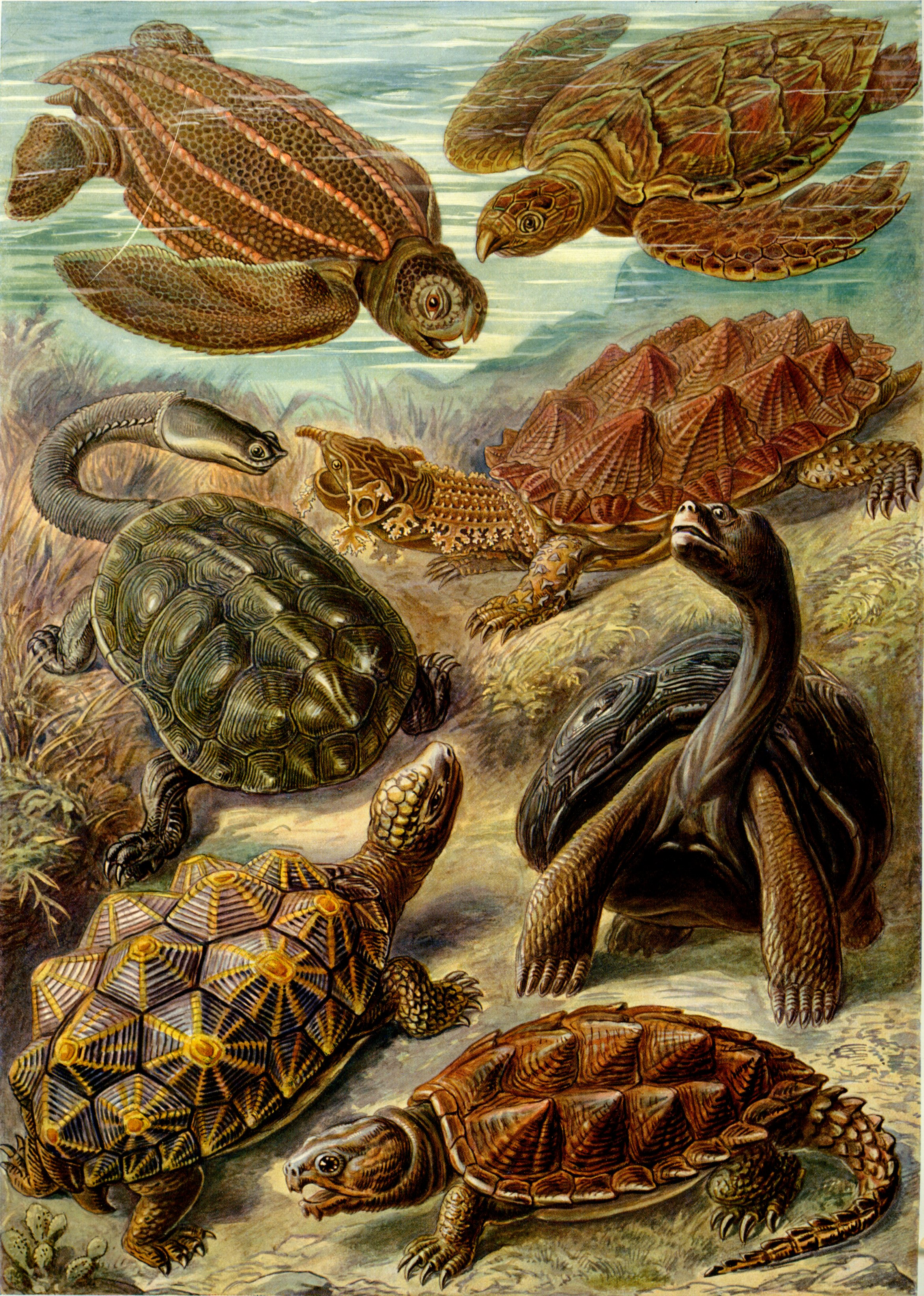
Đồi mồi (ở góc trên cùng bên phải) trong một bản khắc của Ernst Haeckel năm 1904

Vào năm 1766, Linnaeus đã mô tả đồi mồi là Testudo imbricata trong tái bản thứ 12 của cuốn Systema Naturae do chính ông viết. Năm 1843, nhà động vật học người Áo Leopold Fitzinger đã đưa nó vào chi Eretmochelys. Năm 1857, loài này bị gọi nhầm thành Eretmochelys imbricata squamata trong một khoảng thời gian.
Đồi mồi có 2 phân loài được công nhận: E. i. bissa (Rüppell, 1835) nói đến các quần thể cư trú ở Thái Bình Dương và quần thể cư trú tại Đại Tây Dương, E. i. imbricata (Linnaeus, 1766).